# جوزف باتو
جوزف باتو (انگلیسی: Joseph Bato؛ زادهٔ ۱۵ اکتبر ۱۸۸۸ در بوداپست – درگذشتهٔ ۱۹۶۶ در لندن)، نقاش، کارگردان هنری، و طراح لباس یهودی‌تبار اهل مجارستان بود. او پس از به‌قدرت‌رسیدن نازی‌ها و به‌دلیل یهودی‌بودن، از آلمان گریخت و در لندن ساکن شد و در آنجا به عنوان کارگردان هنری و طراح لباس در صنعت فیلم بریتانیا مشغول به کار شد. او برای کمپانی لاندن فیلمز در چندین پروژه از جمله فیلم مشهور مرد سوم (۱۹۴۹) همکاری کرد.
او در مدرسهٔ هنرهای کاربردی بوداپست، آکادمی هنرهای زیبای مجارستان، و همچنین نزد هنرمندان برجسته‌ای چون آنری ماتیس و ژرژ دوالیه در پاریس آموزش دید. باتو از سال ۱۹۱۲ در برلین زندگی و کار کرد و عضو جنبش هنری «جدایی‌خواهان برلین» بود. در جنگ جهانی اول به‌عنوان هنرمند رسمی ارتش اتریش-مجارستان در جبههٔ روسیه خدمت کرد و آثار گرافیکی از صحنه‌های جنگ خلق کرد.
در دههٔ ۱۹۲۰، باتو به‌عنوان نقاش دیواری و طراح پوسترهای فرهنگی در برلین شناخته شد. او همچنین با مجلات هنری همکاری داشت. پس از قدرت‌گیری نازی‌ها و به‌دلیل یهودی‌بودن، در سال ۱۹۳۶ به بریتانیا مهاجرت کرد.